# Plastic handboeien

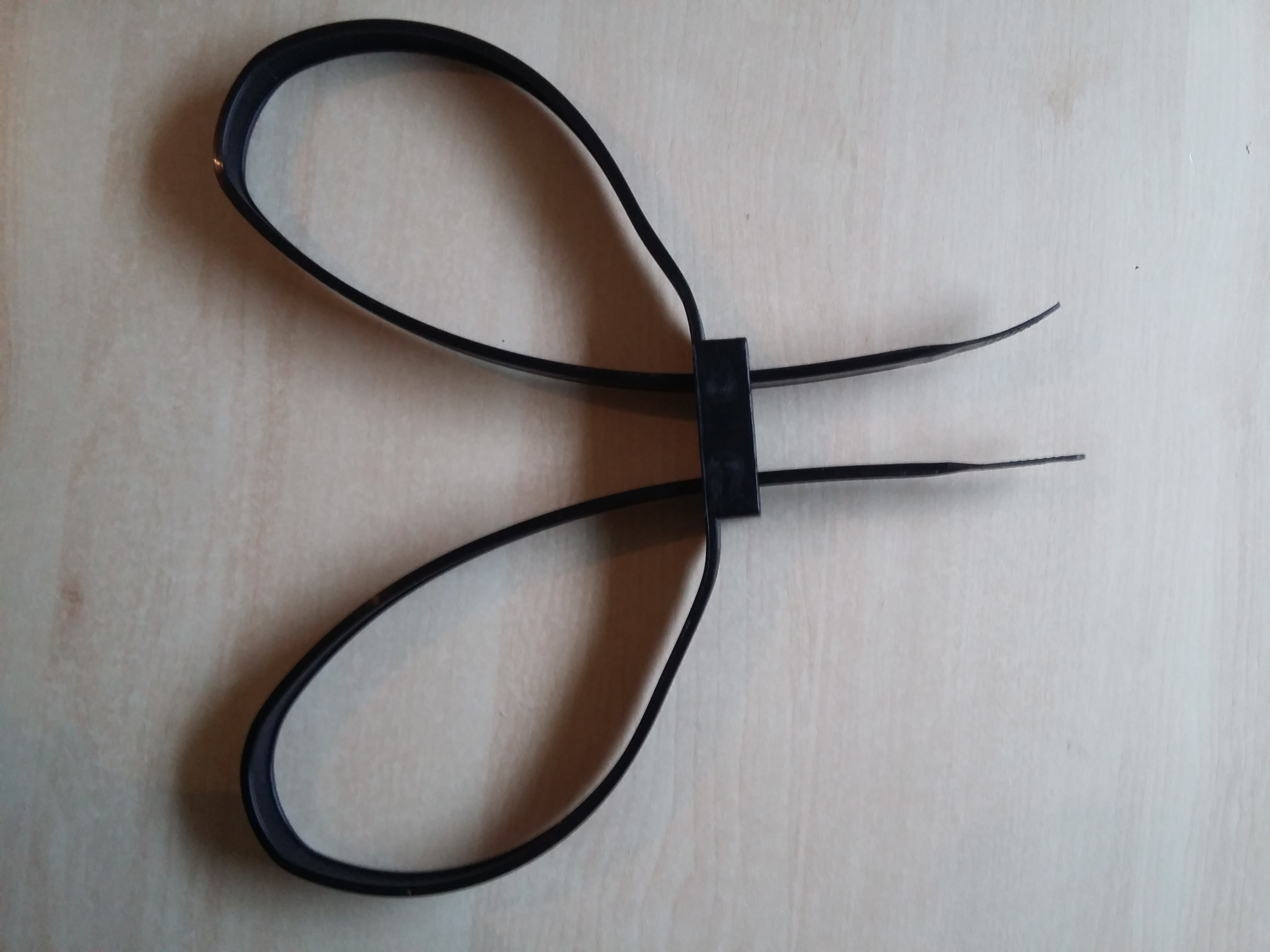
Plastic handboeien.

Plastic handboeien, ook wel zip tie handcuffs, flex-cuffs of plastic cuffs genoemd of varianten daarop, zijn een type handboeien waarbij de handen aan elkaar kunnen worden bevestigd door middel van een plastic band. Ze zijn qua toepassing gelijk aan metalen handboeien, maar zijn per stuk veel goedkoper en lichter. plastic handboeien kunnen daarentegen slechts eenmaal worden gebruikt. 

## Kenmerken
Plastic handboeien zijn gebaseerd op tiewraps, die al eerder werden gebruikt om personen te boeien. Dit kan door een enkele tiewrap om beide polsen te doen of door twee tiewraps aan elkaar te bevestigen. Het eerste model werd in 1965 op de markt gebracht. Hedendaagse modellen bestaan uit twee met elkaar verbonden tiewraps.
Voor de persoon die geboeid wordt, zijn plastic handboeien minder comfortabel. Dit geldt zeker wanneer ze niet zorgvuldig worden aangebracht. Het nadeel van plastic handboeien is het gevaar van verwonding door te strak aangetrokken wraps. Sommige modellen kunnen zo strak worden aangebracht dat de bloedsomloop wordt afgeknepen, net als met gewone tiewraps.

## Toepassingen

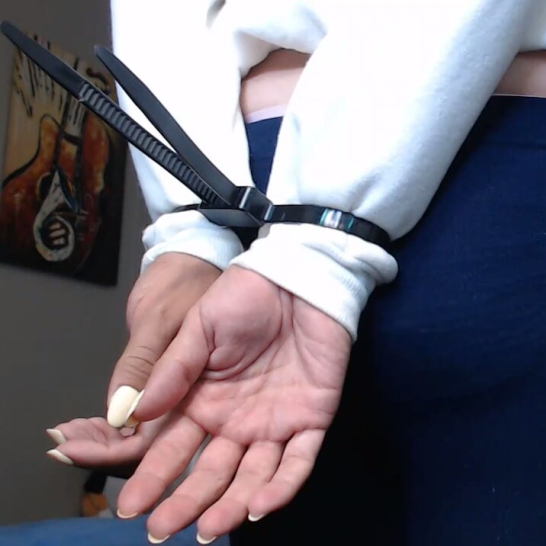
Iemand geboeid met plastic handboeien achter de rug.

De lage prijs en het beperkte gewicht maken plastic handboeien populair bij bijvoorbeeld de Mobiele Eenheid voor gebruik tijdens demonstraties. Hierbij bestaat immers de mogelijkheid dat grote aantallen personen moeten worden aangehouden. De enige mogelijkheid om ze te openen, is het doorknippen met een tang of doorsnijden. Wanneer demonstranten zich op arrestaties hebben voorbereid, zouden ze een sleuteltje van politiehandboeien bij zich kunnen dragen. Deze is eenvoudig te verstoppen, maar een kniptang valt beduidend meer op en is lastiger onopvallend mee te dragen.
Ook in het leger worden plastic handboeien regelmatig gebruikt. Ze zijn vaak te zien op foto's van krijgsgevangenen, zoals die gemaakt van de martelingen in de Abu Ghraib-gevangenis.